# Daill House

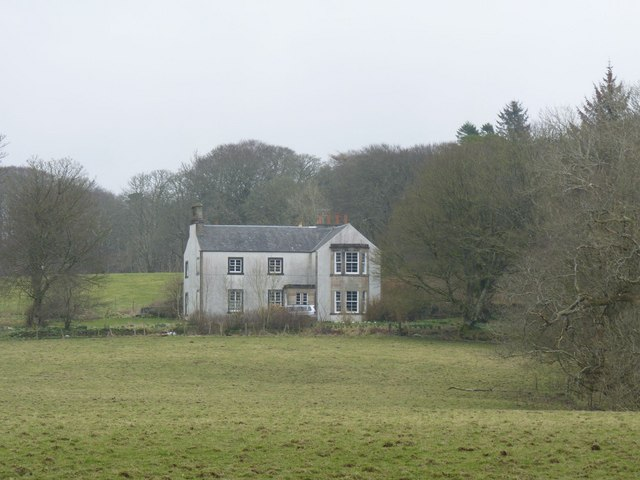
Daill House

Daill House ist ein Wohngebäude auf der schottischen Hebrideninsel Islay. Es befindet sich etwa 2,5 km östlich der Ortschaft Bridgend und ist über die wenige hundert Meter nördlich verlaufende A846 erreichbar. Es liegt isoliert am Rande eines kleinen Waldes. Direkt südlich verläuft, der Bach Daill River, ein Zufluss des Sorn. 1971 wurde das Gebäude in die schottischen Denkmallisten in der Kategorie B aufgenommen.

## Beschreibung
Daill House wurde um das Jahr 1800 im einfachen Georgianischen Stil erbaut. Das exakte Baudatum ist nicht verzeichnet. Das Gebäude wird über einen verzierten Vorbau betreten. Ein weiterer kurzer Vorbau mit Satteldach tritt aus der Vorderfront hervor. Daill House ist zweistöckig gebaut und mit Zierbändern versehen. Es schließt ebenfalls mit einem Satteldach ab, das mit verzierten Kaminen bestanden ist. Die Fassaden sind traditionell mit Harl verputzt. Rückseitig besitzt Daill House verschiedene Anbauten.